# Die Hard 2
Die Hard 2 (br Duro de Matar 2; pt Die Hard 2 - Assalto ao Aeroporto) é um filme de ação americano de 1990 dirigido por Renny Harlin e estrelado por Bruce Willis, continuação de Die Hard. Teve duas sequências, Die Hard With a Vengeance e Live Free or Die Hard.

## História
Numa noite de Natal no aeroporto internacional de Washington o policial John McClane (Bruce Willis), a espera pelo voo de sua esposa Holly Gennero (Bonnie Bedelia), é colocado  em estado de alerta por um grupo de terroristas que exigem a soltura de um perigoso terrorista.

## Elenco
- Bruce Willis ... John McClane
- Bonnie Bedelia ... Holly Gennero
- Reginald VelJohnson ... Sargento Al Powell
- William Sadler ... Coronel Stuart
- Dennis Franz ... Capitão Carmine Lorenzo
- Franco Nero ... General Ramon Esperanza
- John Amos ... Major Grant
- Sheila McCarthy ... Samantha Coleman

## Recepção
Die Hard 2 teve recepção geralmente favorável por parte da crítica especializada. Em base de 17 avaliações profissionais, alcançou uma pontuação de 67/100 no Metacritic.